# Velika Kosnica
Velika Kosnica är en ort i Kroatien. Den ligger i den nordöstra delen av landet, 10 km sydost om huvudstaden Zagreb. Velika Kosnica ligger 107 meter över havet och antalet invånare är 770.
Terrängen runt Velika Kosnica är platt. Runt Velika Kosnica är det ganska tätbefolkat, med 54 invånare per kvadratkilometer. Närmaste större samhälle är Zagreb - Centar, 9,9 km nordväst om Velika Kosnica. Trakten runt Velika Kosnica består till största delen av jordbruksmark.